# ファーマナ県
ファーマナ県（英: County Fermanagh、アイルランド語: Contae Ard Mhacha、スコットランド語: Coontie Airmagh）は、アルスター地方にある県。北アイルランドを構成する6県のうちの一つ。県都はエニスキレンである。